# Габараев, Альберт Зурабович
Альберт Зурабович Габараев (род. 28 сентября 1997, Ардон, Северная Осетия) — российский футболист, защитник.

## Карьера
Воспитанник владикавказской спортшколы «Юность». В 2017 году попал в состав клуба ПФЛ «Афипс», но за его основной состав защитник так и не сыграл. Некоторое время Габараев выступал в чемпионате Крыма за ялтинский «Рубин» и клуб «Фаворит-ВД-Кафа». Зимой 2020 года футболист покинул полуостров и перешел с стан лидера Первого дивизиона Армении «Уэст Армении».
В середине июля 2020 года россиянин заключил контракт с коллективом белорусской Высшей лиги «Городеей». Дебют Габараева в элите местного футбола состоялся 25 июля в гостевом матче против минского «Динамо», который завершился победой соперника со счетом 1:0.

## Достижения
«Тобол»
- Обладатель Кубка Казахстана: 2023
- Обладатель Суперкубка Казахстана: 2024